# Смит, Рой
Рой Александер Смит Льюис (исп. Roy Alexander Smith Lewis; 19 апреля 1990, Лимон, Коста-Рика) — коста-риканский футболист, защитник.

## Биография
Начинал свою карьеру в клубе «Брухас», в составе которого он становился чемпионом страны. Позднее выступал в нескольких зарубежных первенствах. С 2016 года играет в Гондурасе.

## Сборная
В 2009 году Смит входил в состав молодёжной сборной Коста-Рики на чемпионате мира среди молодёжных команд в Египте. На турнире «тикос» сенсационно дошла до полуфинала и заняла четвёртое место. Через год защитник сыграл два матча за основную сборную страны.

## Достижения
- Чемпион Коста-Рики: 2009 (Ин.)
- Чемпион Боливии: 2013 (А)
- Финалист чемпионата Гондураса: Кл. 2017